# Darte mi vida
«Darte mi vida» es una canción de la cantautora española Amaia Montero. Fue el segundo sencillo de su álbum Si Dios quiere yo también, publicado el 30 de agosto de 2014, bajo del sello discográfico de Sony Music. La canción adelantaba la reserva del disco en iTunes. Este tema se situó a principios del verano en España en los 20 primeros puestos del Top 50 de canciones más vendidas, siendo este la entrada más fuerte de la semana. El single logró gran popularidad en España y América, debutando en el primer puesto de algunas listas y de un algún modo superando el primer sencillo «Palabras».

## Posiciones en España
| Posición | 16 | 35 | - |

| Posición | 44 | 31 | 31 | 32 | 48 | 41 | 40 | 22 | 32 | 45 | - |

| Posición | 7 | 7 | 5 | 7 | 1 | 3 | 5 | 8 | - |

- Datos: Q25403869